# محاولة اغتيال لي جاي ميونغ
في 2 يناير 2024، تعرض زعيم الحزب الديمقراطي الكوري لي جاي ميونغ للطعن أثناء زيارته لموقع بناء مطار في جاديوكدو، بوسان. ونقل لي إلى المستشفى في جامعة بوسان الوطنية بعد عشرين دقيقة من الهجوم ونقل بعد ذلك بطائرة هليكوبتر إلى مستشفى جامعة سيول الوطنية. قبض على المشتبه به في مكان الحادث وذكر أن نيته كانت اغتيال لي.

## خلفية
العنف السياسي حدث في كوريا الجنوبية عدة مرات من قبل. ففي عام 2006، تعرضت زعيمة الحزب الوطني الكبير آنذاك بارك جيون هاي لهجوم بسكين في إحدى المناسبات، واغتيل والدها بارك تشونغ هي على يد رئيس مخابراته في عام 1979، وفي عام 2015، نجا السفير الأمريكي لدى كوريا الجنوبية مارك ليبرت من هجوم طعن أثناء حضوره مؤتمر إفطار في سيول. وفي عام 2022، تعرض زعيم الحزب الديمقراطي الكوري آنذاك سونغ يونغ جيل لهجوم بمطرقة. وفي الانتخابات الرئاسية الكورية الجنوبية 2022، خسر لي بفارق ضئيل أمام يون سوك يول. وفي 7 مايو 2022، أعلن لي ترشحه في الانتخابات الفرعية لكوريا الجنوبية في يونيو 2022 للترشح لمقعد شاغر لمنطقة إنتشون جييانغ ب في الجمعية الوطنية. وفاز لي بالمقعد في الانتخابات التي جرت في 1 يونيو 2022. وبعد ذلك، انتخب زعيمًا للحزب الديمقراطي الكوري في 28 أغسطس. وفي وقت الهجوم، كان لي يُحاكم بتهمة الفساد، وهي الاتهامات التي نفاها وقال إن لها دوافع سياسية. ووقع الهجوم قبل ما يقرب من ثلاثة أشهر من الانتخابات التشريعية لعام 2024.

## هجوم

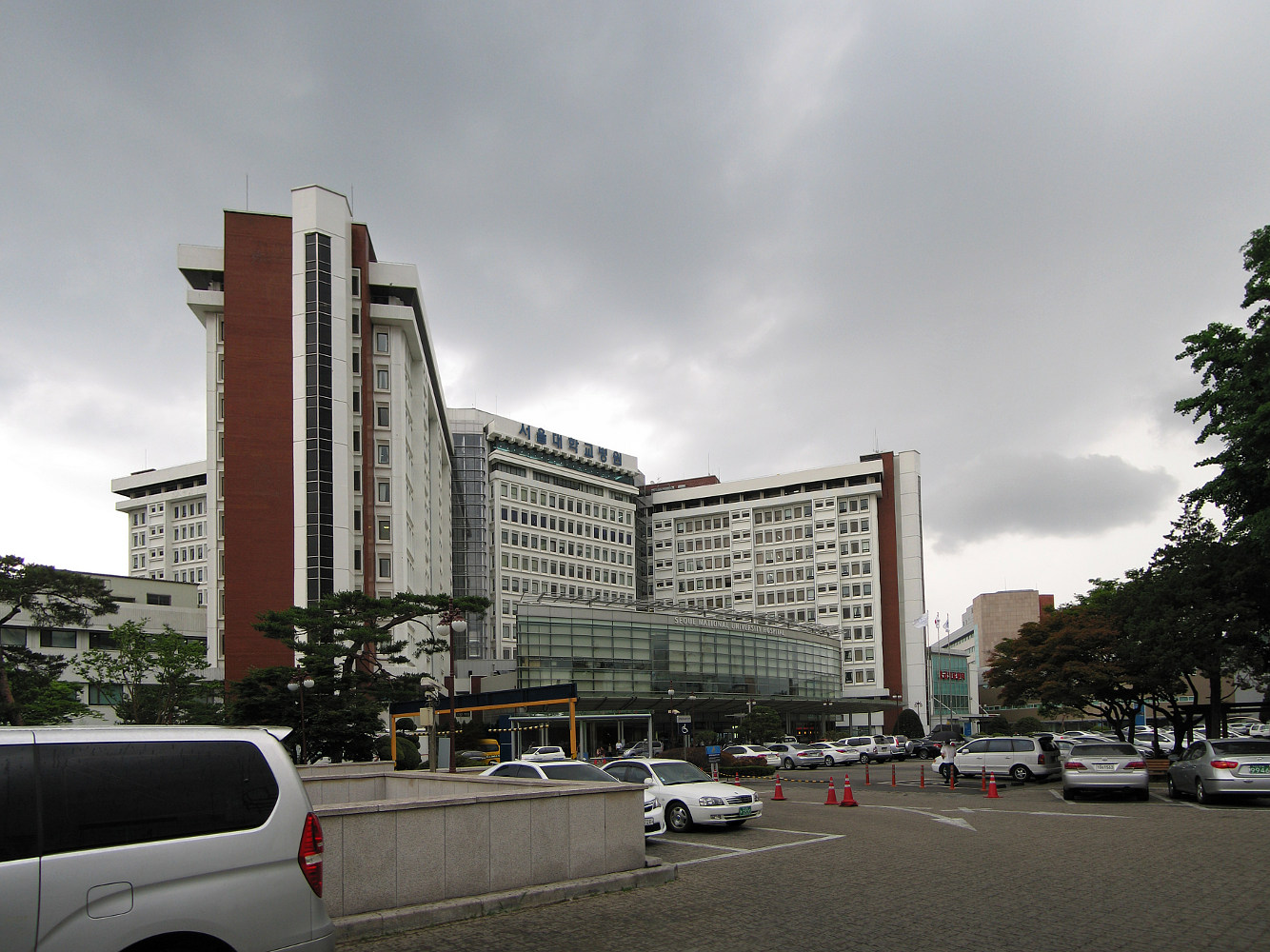
مستشفى جامعة سيول الوطنية حيث نقل لي من بوسان وخضع لعملية جراحية

في 2 يناير، كان لي يعقد مؤتمرًا صحفيًا في مطار غاديوكو الجديد. في الساعة 10:27 صباحًا بتوقيت كوريا، اقترب أحد الأشخاص منه وطلب توقيعه قبل أن يطعنه في الجانب الأيسر من رقبته. وقام المسؤولون في مكان الحادث على الفور بحماية لي، وقام أحدهم بتغطية رقبته بقطعة قماش. وبحسب ما ورد كان لي ينزف لكنه ظل في وعيه. ونقل في سيارة إسعاف في الساعة 10:47 صباحًا ووصل إلى مركز الصدمات الإقليمي في مستشفى جامعة بوسان الوطنية في الساعة 11:16 صباحًا، وبعد ذلك نقل بطائرة هليكوبتر إلى مستشفى جامعة سيول الوطنية.
أفيد أن لي أصيب بجرح يبلغ طوله سنتيمترًا في رقبته، مع نزيف طفيف. وقال المسؤولون الطبيون في مستشفى جامعة بوسان الوطنية إن لي أصيب بأضرار في الوريد الوداجي، وكانوا قلقين بشأن حدوث نزيف حاد إضافي. وخضع لي لعملية جراحية طارئة في مستشفى جامعة سيول الوطنية في وقت لاحق من اليوم نفسه. وقال مسؤولو الحزب الديمقراطي إن الجراحة "استغرقت وقتًا أطول من المتوقع" وكان المسؤولون الطبيون يراقبون تقدمه عن كثب. وسجل الحدث على الهواء مباشرة مع بث لقطات فيديو للهجوم على محطات البث الكورية الجنوبية. وقال أحد الشهود إن أكثر من عشرة من ضباط الشرطة كانوا حاضرين لحظة الهجوم.

## المنفذ
المشتبه به الذكر، الذي كان يرتدي تاجًا ورقيًا مكتوبًا عليه "أنا لي جاي ميونغ" وكان يحمل لافتة مكتوب عليها "200 مقعد في الجمعية الوطنية "، والذي قبض عليه على الفور. وورد أن المشتبه به من مواليد عام 1957. في ديسمبر 2023، كان المشتبه به قد حضر سابقًا حدثًا للي في بوسان، مع لقطات فيديو تظهر المشتبه به وهو ينتظر لي، لكنه لم يتمكن من الوصول له. وكان المشتبه به يرتدي نفس التاج الورقي الذي كتب عليه "أنا لي جاي ميونغ" كما فعل في هجوم يناير. وذكرت الشرطة في مؤتمر صحفي أن المشتبه به اشترى سلاحه عبر الإنترنت. ووصف السلاح المستخدم بأنه سكين طوله 18 سم. وقال المتحدث باسم الحزب الديمقراطي كوون تشيل سيونج خلال مؤتمر صحفي إنه يعتقد أن المهاجم استخدم سكين الساشيمي. وذكرت إحدى وسائل الإعلام أنه رفض الإجابة على أسئلة حول دوافعه. وبعد ساعات من الهجوم، حددت الشرطة هوية المشتبه به الذي يحمل لقب كيم. وقالت وكالة شرطة مدينة بوسان إن المتهم اعترف بأنه كان ينوي قتل لي.

## تفاعلات
صرح الرئيس يون سوك يول أن حادث الطعن كان "عملاً إرهابيًا ... وتهديدًا خطيرًا للديمقراطية" وأمر السلطات بفتح تحقيق في الهجوم. وصرح المتحدث باسم الحزب الديمقراطي كوون تشيل سيونج : "هذا الحادث هو هجوم إرهابي على النائب لي جاي ميونغ وتهديد خطير للديمقراطية لا ينبغي أن يحدث تحت أي ظرف من الظروف". وأعلن يون هي كيون، المفوض العام لوكالة الشرطة الوطنية، عن تشكيل فريق تحقيق خاص في بوسان لإجراء تحقيق في الهجوم.